# Regina Rachimova
Regina Zafarovna Rachimova (in russo Регина Зафаровна Рахимова?; Čusovoj, 22 settembre 1989) è una sciatrice freestyle russa, specialista nelle gobbe.

## Biografia
In Coppa del Mondo ha esordito il 24 gennaio 2009 a Mont Gabriel (23ª nelle gobbe) e ha ottenuto il primo podio il 12 dicembre 2015 a Ruka (2ª nelle gobbe in parallelo).
In carriera ha partecipato a due edizioni dei Giochi olimpici invernali, Vancouver 2010 (9ª nelle gobbe) e Soči 2014 (8ª nelle gobbe), e a quattro dei Campionati mondiali (6ª nelle gobbe a Kreischberg 2015 il miglior risultato).
Nel 2018 ha preso parte ai XXIII Giochi olimpici invernali a Pyeongchang venendo eliminata nel secondo turno della finale e classificandosi decima nella gara di gobbe.

## Palmarès

### Coppa del Mondo
- Miglior piazzamento in classifica generale: 34ª nel 2011.
- 1 podio:
  - 1 secondo posto.

### Campionati russi
- 2 medaglie[1]:
  - 6 ori (gobbe, gobbe in parallelo nel 2011; gobbe in parallelo nel 2012; gobbe in parallelo nel 2014; gobbe, gobbe in parallelo nel 2015);
  - 3 argenti (gobbe, gobbe in parallelo nel 2010; gobbe nel 2012);
  - 1 bronzo (gobbe nel 2014).